# Ле Леап, Ален
Ален Анри Эрве Жозеф Ле Леа́п (фр. Alain Henry Hervé Joseph Le Léap;29 сентября 1905, Ланмёр Франция — 26 декабря 1986, Ле-Праде, Франция) — французский политический и профсоюзный деятель.

## Биография
Ле Леап родился в Ланмере и изучал право в Ренне. Начав преподавать в школе-интернате, основал там профсоюзную ячейку. В 1928 году он стал налоговым инспектором и присоединился к соответствующему профсоюзу, входящему в состав Всеобщей конфедерации труда Франции (ВКТ). С 1938 года работал в штаб-квартире профсоюза, а в 1939 году был избран его генеральным секретарём.
В конце Второй мировой войны Ле Леап участвовал в восстановлении Федерации государственных служащих, став её генсеком в 1946 году, и тесно сотрудничал с Французской коммунистической партией (ФКП). После освобождения Франции он был назначен комиссаром Национального совета сопротивления при министре финансов, а с 1947 по 1950 год работал в Экономическом совете.
В 1948—1957 годах — генеральный секретарь Всеобщей конфедерации труда Франции. Вице-президент Всемирной федерации профсоюзов. С 1950 года — член Всемирного совета мира.
В 1952 году Ле Леап участвовал в демонстрациях против визита американского генерала Мэтью Риджуэя в Париж, был арестован по обвинению в разложении армии и провёл десять месяцев в тюрьме. Через год после освобождения он был удостоен Сталинской премии мира.
Ле Леап выступил против советского вторжения в Венгрию в 1956 году и убедил ВКТ не занимать по этому поводу официальной позиции. Напряжение сказалось на его здоровье, и в следующем году он не присутствовал на съезде профобъединения. Несмотря на это, был переизбран на пост генерального секретаря ВКТ, но ушёл в отставку в сентябре 1957 года.
В 1971 году Ле Леап был избран местным депутатом в коммуне Ле-Праде по коммунистическому списку, однако тогда формально не был членом партии. Вступив в ФКП, занимал пост мэра с 1977 по 1979 год и местного депутата до 1983 года.

## Награды
- 1954 — Лауреат Международная Сталинская премия «За укрепление мира между народами».